# Cratere Herschel (Luna)
Herschel è un cratere lunare di 39,09 km situato nella parte sud-occidentale della faccia visibile della Luna.
Il cratere è dedicato all'astronomo britannico William Herschel.

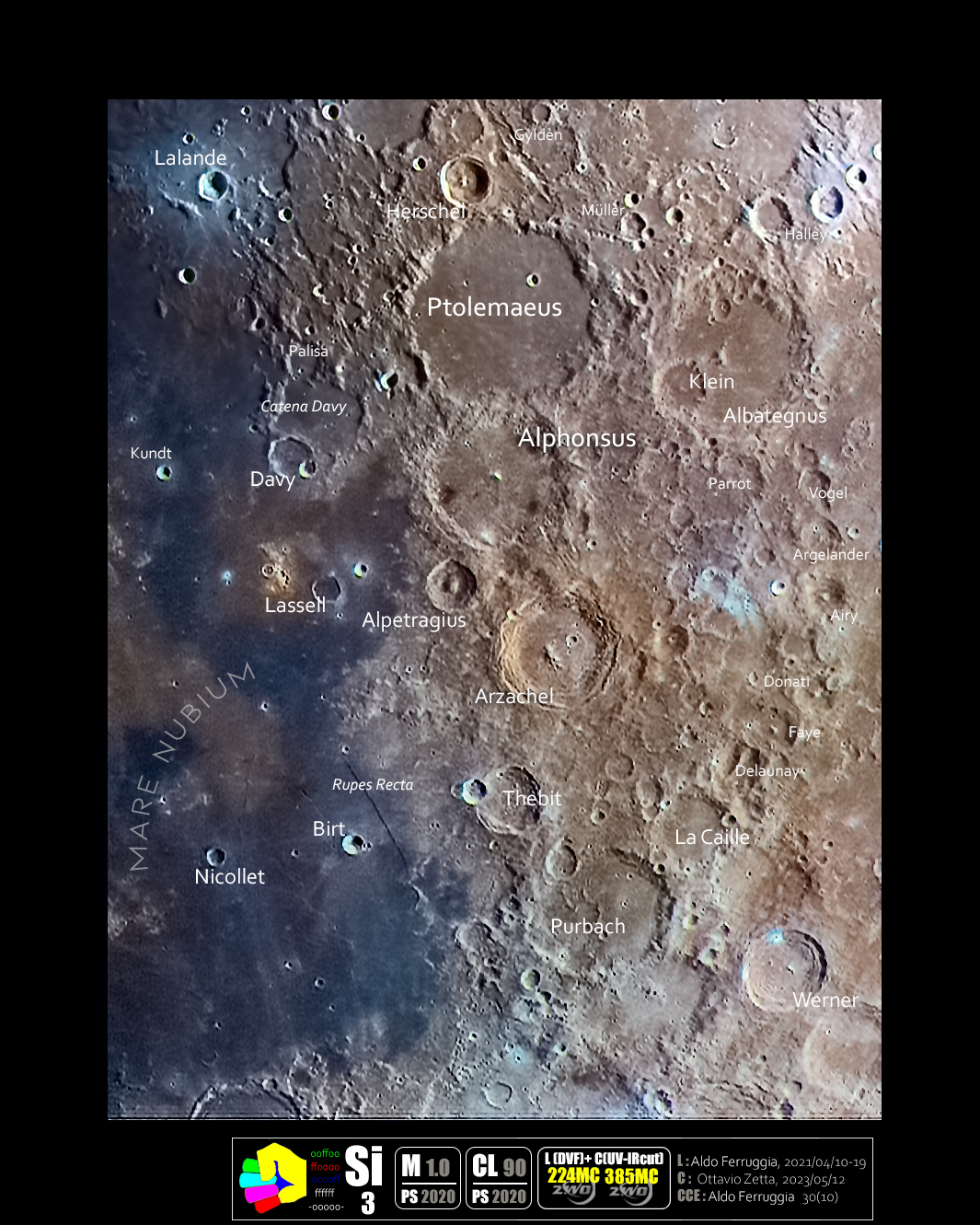
Il cratere (in alto) con le strutture vicine in una Immagine Selenocromatica(Si)

## Crateri correlati
Alcuni crateri minori situati in prossimità di Herschel sono convenzionalmente identificati, sulle mappe lunari, attraverso una lettera associata al nome.
| Herschel | Coordinate          | Diametro (in km) |
| -------- | ------------------- | ---------------- |
| C        | 5°00′36″S 3°10′48″W | 9,89             |
| D        | 5°19′12″S 3°59′24″W | 19,24            |
| F        | 5°47′24″S 4°23′24″W | 5,84             |
| G        | 6°30′00″S 2°24′36″W | 12,25            |
| H        | 6°18′36″S 3°27′00″W | 4,7              |
| J        | 6°25′12″S 4°16′48″W | 4,85             |
| N        | 5°13′12″S 1°05′24″W | 14,41            |
| X        | 5°21′36″S 2°43′12″W | 2,72             |